# Petřkovice (Ostrava)

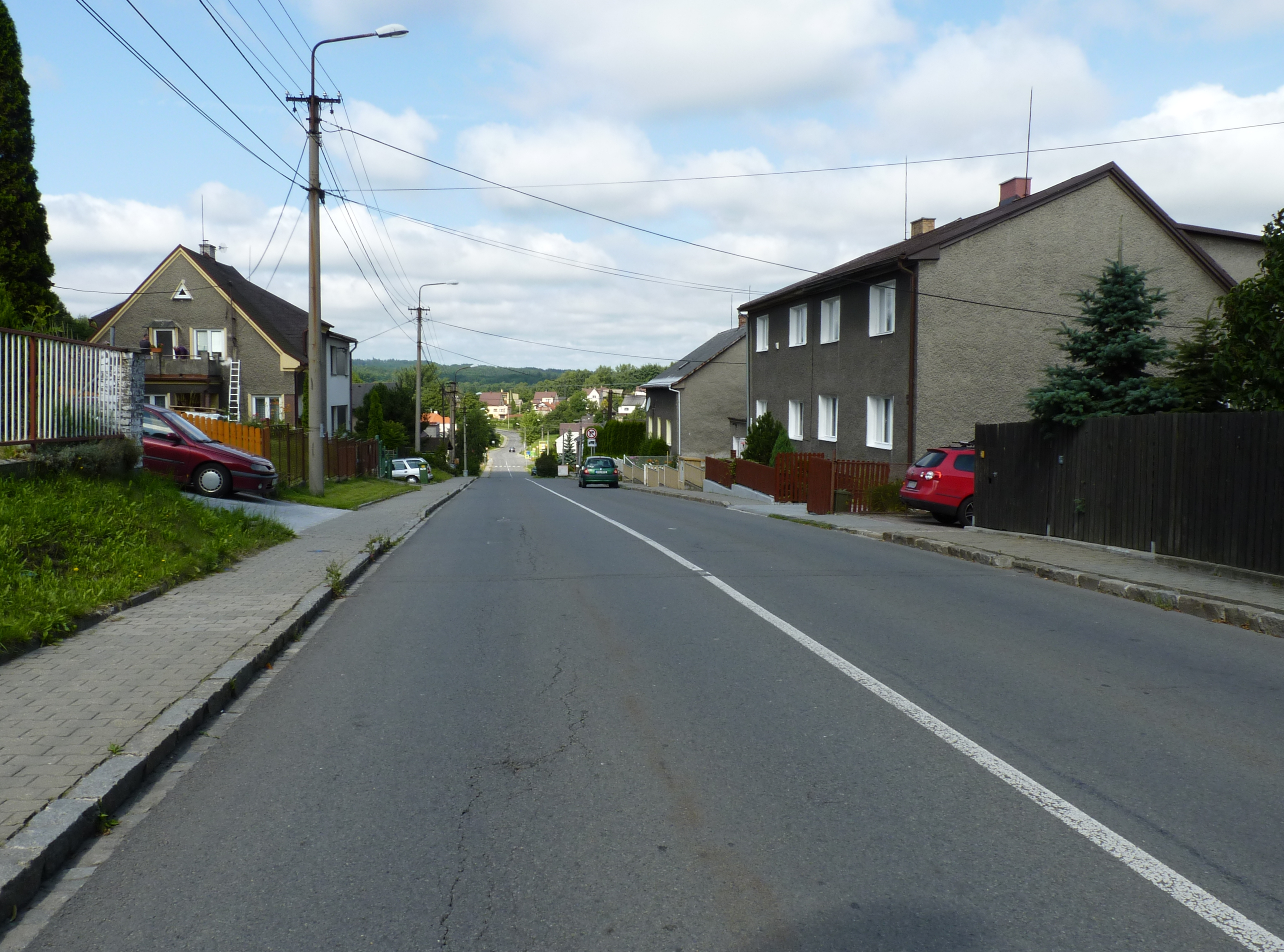
Ortsansicht

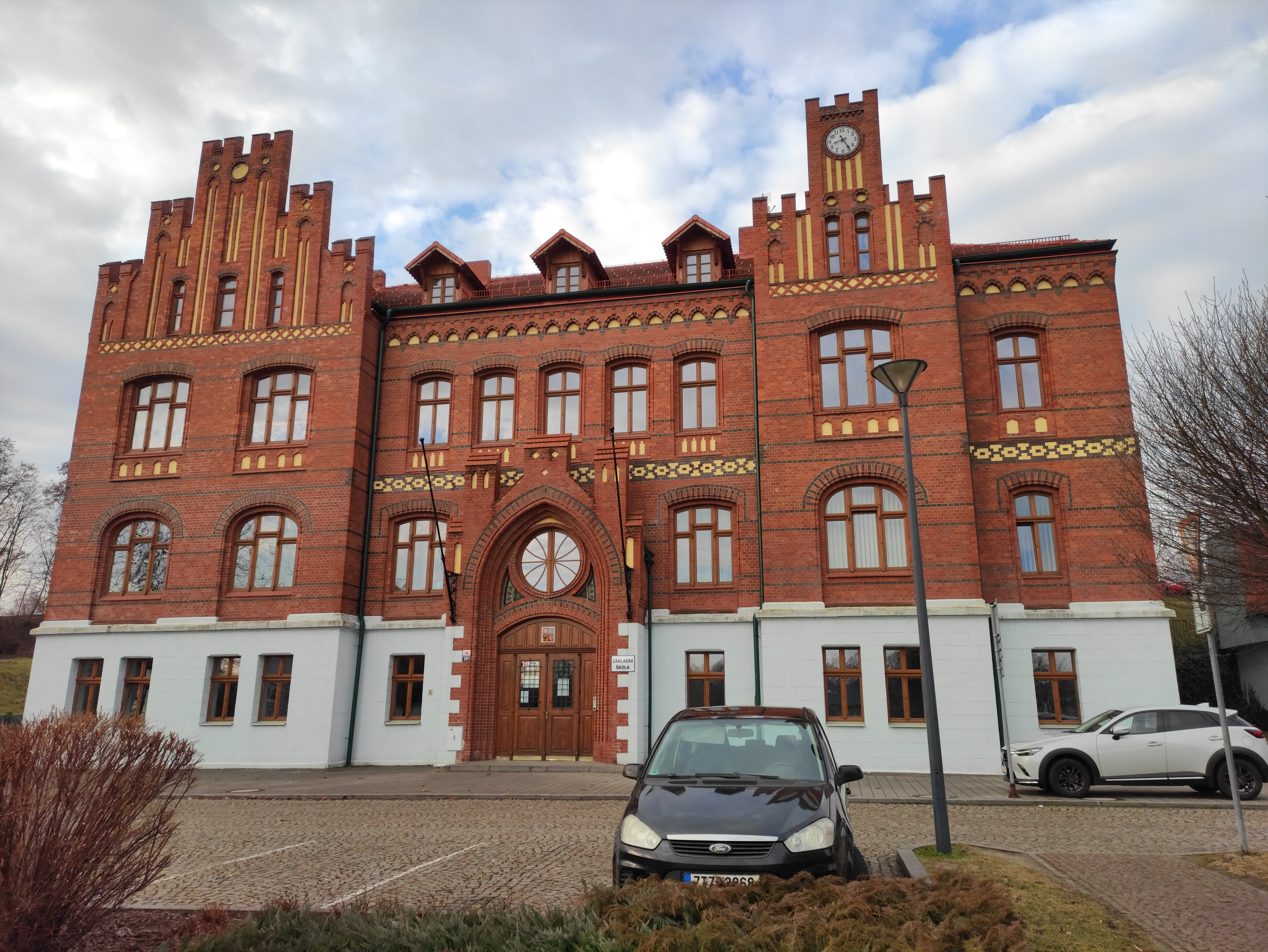
Ehemaliges Wohlfahrtshaus, heute Schule

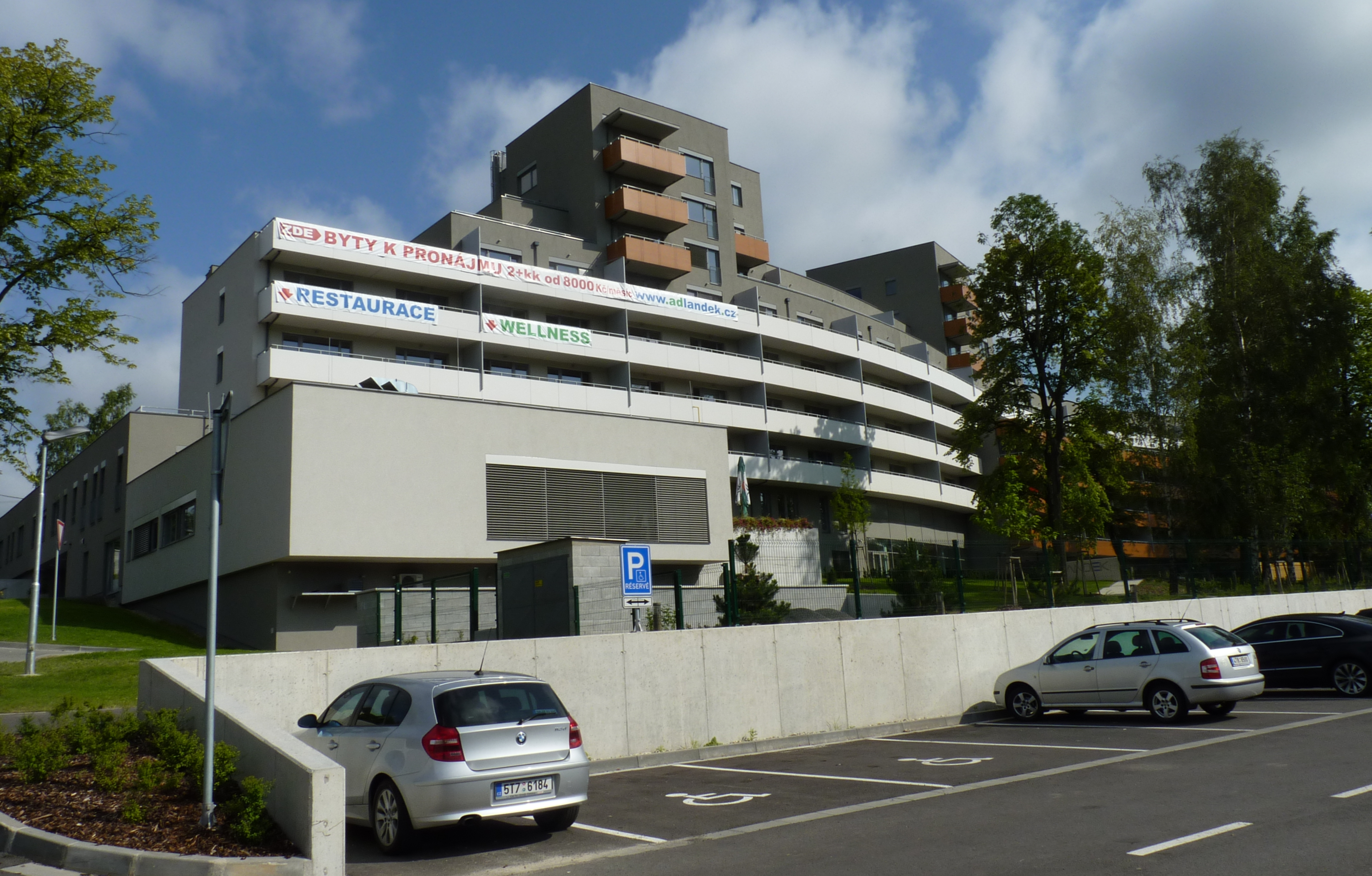
Wohnanlage auf dem früheren Krankenhausgelände

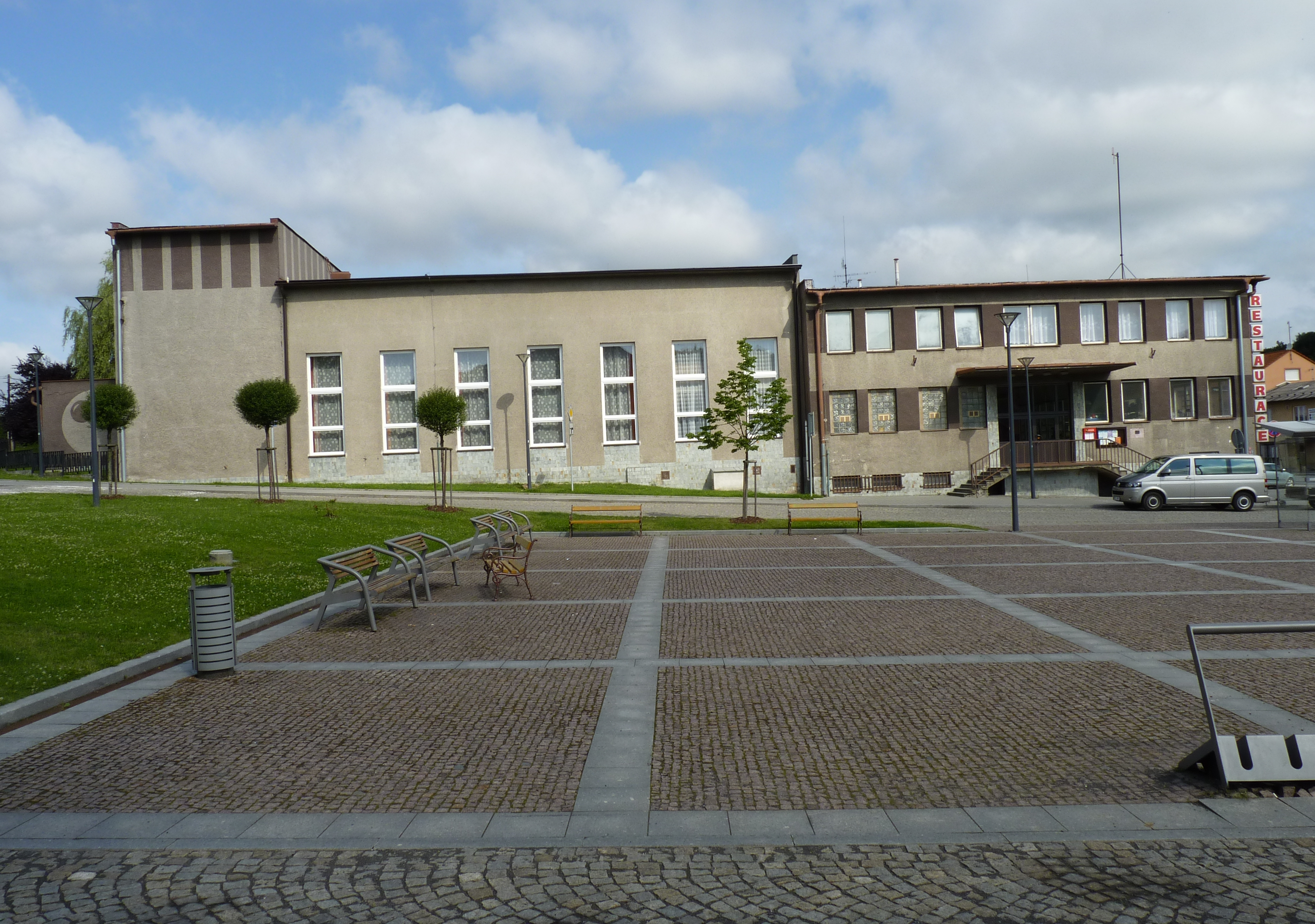
Marktplatz

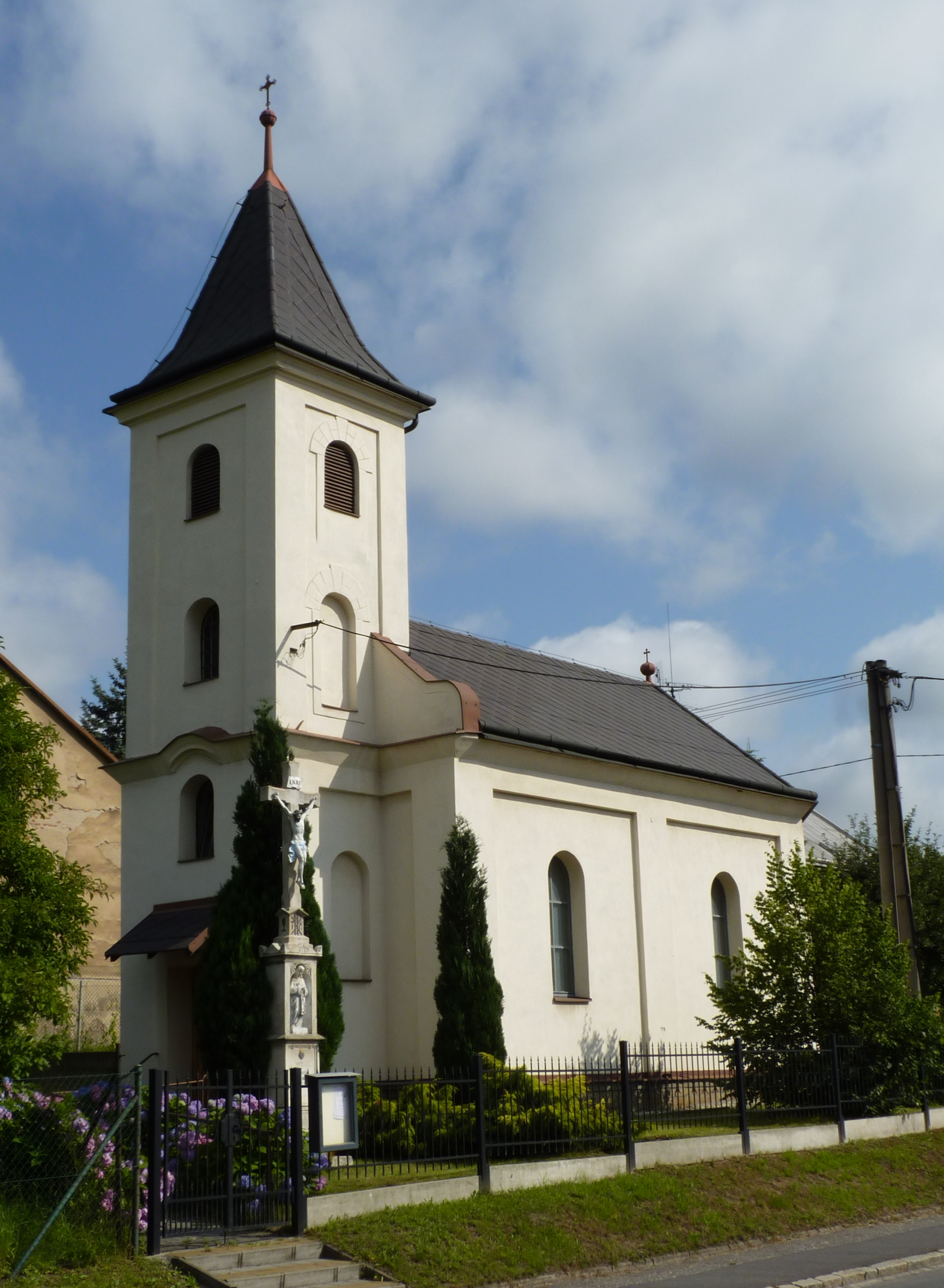
Kapelle Mariä Himmelfahrt

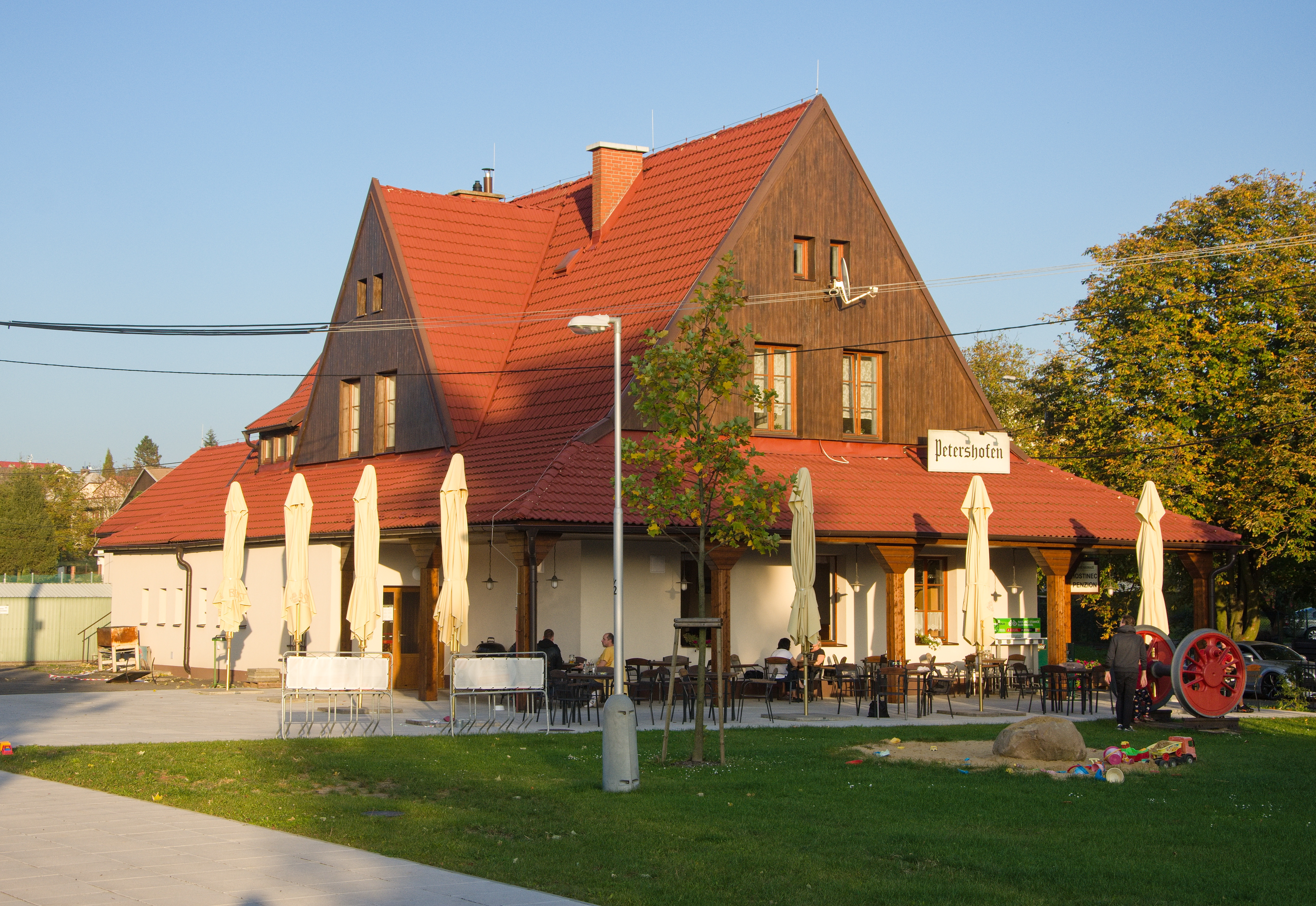
Ehemaliges Bahnhofsgebäude

Petřkovice (deutsch Petrzkowitz, ab 1907 Petershofen; polnisch Pietrzkowice) ist ein Stadtbezirk von Ostrava in Tschechien. Er liegt fünf Kilometer nordwestlich des Stadtzentrums linksseitig der Oder.

## Geographie
Das Waldhufendorf Petřkovice befindet sich in den Ausläufern der Vítkovská vrchovina (Wigstadtler Berge) am Unterlauf des Baches Ludgeřovický potok vor dessen Mündung in die Oder. Südöstlich erhebt sich der Landek (Landecke; 280 m. n.m.), gegenüber dem die Ostravice (Ostrawitza) in die Oder mündet. Durch den Ort führt – im nordwestlichen Abschnitt auf der Trasse der ehemaligen Bahnstrecke Kravaře ve Slezsku–Chałupki, ansonsten auf der früheren Straßenbahntrasse – die Staatsstraße I/56 zwischen Hlučín (Hultschin) und Ostrava. Südlich – am rechten Oderufer – verläuft die Autobahn D 1. Gegen Norden erstreckt sich der Černý les (Schwarzwald), westlich der Ludgeřovický les (Ludgerstaler Wald).
Nachbarorte sind Šilheřovice (Schillersdorf) und Chałupki (Annaberg) im Norden, Paseky (Passek), Antošovice (Antoschowitz) und Amerika im Nordosten, Koblov (Koblau) im Osten, Hrušov (Hruschau) im Südosten, Přívoz (Oderfurt) im Süden, Lhotka (Ellguth-Hultschin) im Südwesten, Nový Dvůr (Neuhof), Bobrovníky (Bobrownik) und Malánky (Malanken) im Westen sowie Vrablovec (Wrablowetz) und Ludgeřovice (Ludgerstal) im Nordwesten.

## Geschichte
Archäologische Funde belegen eine frühzeitliche Besiedlung der Gemarkung. Auf dem Hügel Landek befand sich eine Siedlungsstätte von Mammutjägern des Gravettien. In den Feuerstätten wurden Kohlenreste entdeckt, die aus dem Flözausbiss unterhalb des Hügels stammen. Als bedeutendster Fund gilt die Landeker Venus. Am Fuße des Hügels verlief eine Trasse der Bernsteinstraße. Im 8. Jahrhundert entstand eine slawische Burgstätte und in der Mitte des 13. Jahrhunderts die mährische Grenzburg Landek.
Das nach einem Lokator benannte Dorf entstand wahrscheinlich während des großen Landesausbaus in der Mitte des 13. Jahrhunderts durch deutsche Siedler. Die erste schriftliche Erwähnung von Petrzkowicz erfolgte im Jahre 1377 im Zuge der Teilung des Herzogtums Troppau. Das Gut, als dessen Besitzer ein gewisser Pašek erwähnt wurde, verblieb dabei beim Troppauer Anteil, der den Brüdern Herzog Wenzel I. und Přemysl I. zugefallen war. Petrzkowicz gehörte jedoch nie zur Burgherrschaft Landek, sondern bildete ein eigenes Gut, als dessen Besitzer sich verschiedene Adlige abwechselten. Im Jahre 1492 verpfändete der böhmische König Ladislaus Jagiello das Rittergut Petrzkowitz zusammen mit der Herrschaft Hultschin und Burgruine Landek an den Teschener Herzog Kasimir II. Seit dieser Zeit blieb das Gut Petrzkowitz immer mit der Herrschaft Hultschin verbunden. Bernhard von Zwole vereinigte Petrzkowitz schließlich 1518 mit Hultschin. Nachfolgende Besitzer waren von 1542 bis 1629 die Freiherren von Würben und Freudenthal, danach bis 1727 die Grafen Gaschinsky von Gaschin, anschließend Karl Anton Gianini, Marchese Carpineti und nach dem Gianinischen Konkurs ab 1772 Adam Johann von Gruttschreiber.
Der Dreißigjährige Krieg führte zum Niedergang des Dorfes. Petrzkowitz wurde zunächst von dänischen Truppen heimgesucht, die wenig später von kaiserlichen Truppen unter Albrecht von Waldstein wieder aus der Gegend vertrieben wurden; zehn Jahre später fiel ein schwedisches Heer ein. Nach dem Ende des Krieges, als sich die Bevölkerungszahl bereits halbiert hatte, brach eine Pestepidemie aus. Im Karolinischen Kataster von 1723 sind für Petrzkowitz acht Bauern -darunter der Erbrichter und zugleich Rittergutsbesitzer sowie der Müller - 13 Gärtner und sieben Häusler aufgeführt.
Nach dem Ersten Schlesischen Krieg fiel Petrzkowitz 1742 wie fast ganz Schlesien an Preußen. Die neue Grenze wurde entlang der Oder gezogen; die Gegend rechtsseitig des Flusses verblieb bei der k.k. Monarchie, wobei bei der Landstrich südlich von Petrzkowitz zu Mähren und der oberhalb der Mündung der Ostrawitza zu Österreichisch Schlesien gehörte.
1743 wurde Petrzkowitz dem neugebildeten Kreis Leobschütz zugeordnet.
Nachdem der Markscheider Scholze 1781 durch den Flözausbiss an den Hängen der Landecke eine Steinkohlenlagerstätte erkannt hatte, wurde im Jahr darauf sowohl auf Petrzkowitzer als auch Koblauer Flur mit deren Abbau begonnen. Bei Petrzkowitz wurde ab 1783 im Juliane-Stollen und Wilhelmine-Stollen unter primitiven Verhältnissen Kohle abgebaut, die Fördermengen waren unbedeutend. Im Jahre 1783 hatte Petrzkowitz 150 Einwohner. Am Anfang des 19. Jahrhunderts wechselten die Besitzer der Herrschaft Hultschin in rascher Folge. Am 9. Dezember 1815 erfolgte die Verleihung des Steinkohlenberg werks „Wilhelm“. Im Zuge der Kreisreform vom 1. Januar 1818 wurde Petrzkowitz dem Kreis Ratibor zugewiesen. Der Freiherr Spens von Booden veräußerte nach 1819 das Rittergut Petrzkowitz zusammen mit der Herrschaft Hultschin an Ernst von Czadersky. 1825 standen in Petrzkowitz bzw. Petrzkowic 55 Häuser; das Dorf hatte 230 Einwohner, darunter zehn Protestanten und vier Juden. Im Ort bestanden eine dem Patrimonialgericht Hultschin unterstellte freie Erbrichterei, eine katholische Tochterkirche der Pfarrei Hultschin sowie eine Wassermühle. Außerdem gab es zwei, im Eigentum der Gemeinden Petrzkowitz und Koblau stehende Sandsteinbrüche. Grundherr war die Oberschlesische Landschaft, die die Grundherrschaft Hultschin kurz zuvor von Czadersky übernommen hatte. Die 1830 am Landek aufgenommene Steinkohlengrube „Ferdinands Glück“, später „Anselm“ genannt, hatte großen Einfluss auf den Wandel des bäuerlich geprägten Dorfes zur Bergarbeitersiedlung. Die einklassige Dorfschule wurde 1839 eröffnet. Unter dem nachfolgenden Besitzer der Grundherrschaft, Victor Wichura, erfolgte 1842 der Ausverkauf des östlichen Teils der Herrschaft mit den Dörfern Bobrownik, Ellguth-Hultschin, Ludgierzowitz und Petrzkowitz an den Besitzer des Gutes Hoschialkowitz, den Mährisch Ostrauer Kaufmann Römisch.
Im Jahre 1845 bestand Petrzkowitz bzw. Pietrzkowice aus 83 Häusern. In dem Dorf mit 524 Einwohnern, darunter 20 Protestanten und sieben Juden, gab es eine freie Erbrichterei unter herrschaftlicher Jurisdiktion, eine katholische Schule, ein Wirtshaus, eine Wassermühle sowie fünf, den Gemeinden Petrzkowitz und Koblau gehörige, Sandsteinbrüche. Außerdem wurden zwei gewerkschaftliche Steinkohlengruben: „Ferdinands Glück“ und „Dreifaltigkeit“. Grundherr war Johann Römisch auf Hoschialkowitz, die Gemeinde unterstand dem dortigen Patrimonialgericht. Pfarrort war Ludgierzowitz. Zur Lösung des Kohlenfeldes gegenüber der Landecke wurde in der Mitte des 19. Jahrhunderts südwestlich von Petrzkowitz der Reicheflöz Erbstollen vorgetrieben. Salomon Meyer von Rothschild, der im selben Jahre von Wichura die Grundherrschaft Hultschin erworben hatte, kaufte am 20. April 1847 die Rittergüter Hoschialkowitz und Ludgierzowitz für 263.000 Taler zurück. Die Erbrichtereien Bobrownik und Petrzkowitz erwarb er am 30. August desselben Jahres für 27.000 Taler. Rothschild gab der Grube „Ferdinands Glück“ nach seinem Sohn den neuen Namen „Anselm“ und leitete eine Modernisierung des Grubenbetriebs ein. Durch den Zuzug von Bergleuten, die auch aus dem Ausland kamen, verdoppelte sich die Einwohnerzahl von Petrzkowitz zwischen 1840 und 1864 fast. Im Jahre 1864 gliederte sich die Gemarkung Petrzkowitz, auch Petrkovice bzw. Pietrzkowice genannt, in die Gemeinde und das Rittergut. Die Gemeinde bestand aus sieben Bauernhöfen, 13 Gärtnern, 45 Groß- und Kleinhäuslern sowie einer Wassermühle am Dorfbach. Petrzkowitz hatte 809 Einwohner. In der Schule wurden 170 Kinder unterrichtet. Zu den Flurgrößen gibt die Quelle keine Auskunft. In den Gruben „Anselm“ und „Dreifaltigkeit“ waren 94 Bergleute beschäftigt. Ein Teil der Bewohner arbeitete im Nebenerwerb in den umliegenden österreichischen Kohlengruben und Fabriken.
1869 bestand Petrzkowitz aus 109 Häusern und hatte 920 Einwohner. Im Mai 1874 wurde aus den Landgemeinden Ludgierzowitz, Marquartowitz und Petrzkowitz sowie den Gutsbezirken Vorwerk Ludgierzowitz und Petrzkowitz der Amtsbezirk Petrzkowitz gebildet. Auf dem Grundstück der Familie Lakai wurde 1886 die Kapelle Mariä Himmelfahrt errichtet. Im Jahre 1888 entstand eine hölzerne Brücke nach Prziwoz; zuvor führte nur eine Fähre über die Staatsgrenze. 1891 wurde südwestlich von Petrzkowitz die neue Steinkohlengrube „Oskar“ aufgenommen, deren Abbau später auch unter den Fluren von Ellguth-Hultschin erfolgte. 1886 wurde die Kapelle Mariä Himmelfahrt geweiht; das Grundstück hatte die Familie Lokai gestiftet. Die Freiwillige Feuerwehr wurde im Oktober 1888 gegründet. Im Jahre 1893 begann der Bau eines neuen Schulhauses mit vier Klassenzimmern, die alte Schule war dem Bevölkerungszuwachs schon lange nicht mehr gewachsen. Eigentümer der Gruben „Anselm“ und „Oskar“ war ab 1894 die neu gegründete Witkowitzer Bergbau- und Hüttengewerkschaft. Zwischen 1898 und 1899 entstand die Bergarbeiterkolonie „Mexiko“. Im Jahre 1900 hatte Petrzkowitz 1509 Einwohner, 1910 waren es bereits 2159. 1902 machte sich auf dem Schulgrundstück die Errichtung eines zweiten Schulgebäudes notwendig. In einem Klassenzimmer der Schule fand ab Oktober 1905 Berufsschulunterricht statt. Anlässlich der Silberhochzeit von Kaiser Wilhelm II. und Kaiserin Auguste Viktoria erteilten die preußischen Behörden der Gemeinde am 27. Februar 1906 die Erlaubnis zum Bau eines Wohlfahrtshauses. Das am 9. September 1907 fertiggestellte repräsentative Gebäude mit einem hofseitigen großen Spielplatz enthielt das Gemeindeamt, ein Volksbad, eine Handwerkswerkstatt für Knaben, eine weiterführende Gewerbeschule, einen Kindergarten, eine Küche für den Hauswirtschaftsunterricht der Haushaltungsschule und ein Jugendheim. Am 12. August 1907 wurde die von der Gemeindevertretung beantragte Umbenennung der Gemeinde in Petershofen einen königlichen Erlass bestätigt. Im Dezember 1907 ließ die Witkowitzer Bergbau- und Hüttengewerkschaft durch den Baumeister Fröhlich eine Schleppbahn vom Anselmschacht über die Oder zur Kaiser Ferdinands-Nordbahn nach Hruschau anlegen; am Fuße der Landecke und am gegenüberliegenden Ufer wurde ein Damm aufgeschüttet. Am  Anselmschacht wurden eine Kohlenwäsche und eine Separation angelegt. Im Mai 1908 wurde ein Bergarbeiterkrankenhaus eröffnet; es bestand aus einem Hauptgebäude mit 60 Betten, einem Nebengebäude als Isolierstation für Infektionskrankheiten, einem Verwaltungsgebäude und einer Leichenhalle mit Desinfektionsbereich. Am 4. Juni 1912 kamen noch die Landgemeinden Ellguth-Hultschin und Koblau zum Amtsbezirk Petershofen hinzu. Im Ersten Weltkrieg fielen 71 Männer aus Petershofen. Am 10. November 1918 traf in der Gemeinde eine Abordnung der revolutionären Matrosen mit einer roten Fahne ein und setzte den Bürgermeister ab. 1919 brachen Unruhen unter den Bergleuten der Petershofener Gruben aus.
Aufgrund des Versailler Vertrages von 1919 wurde das Hultschiner Ländchen am 4. Februar 1920 der Tschechoslowakei zugeschlagen und daraus der Okres Hlučín gebildet.
1921 lebten in den 252 Häusern der Gemeinde Petřkovice/Petershofen 2609 Personen, darunter 2249 Tschechen, 311 Deutsche und neun Juden. Nach und nach hielt in der Gemeinde das tschechische Vereinsleben Einzug; die meisten deutschen Vereine lösten sich auf. Dies betraf auch die deutsche Feuerwehr, die meisten ihrer Mitglieder waren der am 6. April 1924 neu gegründeten tschechischen Freiwilligen Feuerwehr beigetreten. Die durch den Ersten Weltkrieg unvollendete Bahnstrecke Deutsch Krawarn – Annaberg wurde auf dem Abschnitt zwischen Hlučín und Petřkovice fertiggestellt und am 14. Juni 1925 eingeweiht. Petřkovice besaß nun eine nahezu städtische Infrastruktur; 1926 waren es in der Gemeinde 81 Selbständige registriert, darunter zwölf Gemischtwarenhändler, acht Gastwirte, fünf Trafiken, vier Schuster, drei Bäcker, drei Schneider, drei Fleischer, drei Bierlager, drei Friseure, zwei Konsume und ein Kino. Dagegen war die Landwirtschaft unbedeutend geworden; außer dem Erbrichterhof gab es noch sieben Bauern mit Flächen um die 12–13 ha sowie 13 Gärtner. Hinter dem Bergarbeiterkrankenhaus wurde 1927 der Haltepunkt Petřkovice doly eingerichtet. Die hölzerne Oderbrücke nach Přívoz wurde zwischen 1927 und 1929 durch eine Stahlfachwerkkonstruktion ersetzt. Im Jahre 1930 bestand Petřkovice aus 342 Häusern und hatte 3206 Einwohner.
Nach dem Münchener Abkommen wurde Petershofen am 8. Oktober 1938 zusammen mit dem Hultschiner Ländchen vom Deutschen Reich besetzt. Die Gemeinde gehörte nunmehr zum Landkreis Hultschin, der 1939 dem Landkreis Ratibor in der preußischen Provinz Schlesien eingegliedert wurde.
Der am 17. Januar 1939 neu eingerichtete Amtsbezirk Petershofen bestand aus den Gemeinden Koblau, Ludgerstal, Markersdorf und Petershofen.
Im Zuge der „Arisierung“ des Besitzes der Witkowitzer Bergbau- und Hüttengewerkschaft wurden die Gruben „Anselm“ und „Oskar“ in die Reichswerke Hermann Göring eingegliedert und dort ab 1942 als Grube „Petershofen“ geführt. Im April 1945 sprengte die abziehende Wehrmacht die Eisenbahnbrücke in Petershofen, so dass fortan sämtliche Züge am Haltepunkt „Petershofen Gruben“ endeten und nicht mehr den Bahnhof anfuhren. Auch die Oderbrücke wurde durch Sprengung beschädigt und stürzte teilweise in Fluss. Am 30. April 1945 besetzte die Sowjetarmee das Dorf.
Nach dem Ende des Krieges kam Petřkovice wieder an die Tschechoslowakei zurück. 1946 wurden beide Steinkohlengruben in den Staatsbetrieb Ostravsko-karvinské doly eingegliedert; aus Grube „Anselm“ wurde „důl Masaryk“ und aus Grube „Oskar“ „důl Masaryk II“. Am 1. Februar 1949 wurde die Gemeinde dem Okres Ostrava-okolí zugeordnet. 1950 bestand Petřkovice aus 417 Häusern und hatte 3865 Einwohner. Zu dieser Zeit wurde die Straßenbahn Ostrava von Přívoz bis zum Haltepunkt Petřkovice doly verlängert, die Bahnstrecke zwischen Hlučín und Petřkovice doly elektrifiziert und von der Straßenbahn befahren. Nach der Machtübernahme der Kommunisten erfolgte 1952 eine erneute Umbenennung der Gruben: „důl Masaryk“ wurde zu „důl Eduard Urx“ und „důl Masaryk II“ zu „důl Lidice“. Im Zuge der Gebietsreform von 1960 erfolgte die Umgliederung der Gemeinde in den Okres Opava.
1967 wurde die Grube „Lidice“ stillgelegt. 1970 lebten in den 550 Häusern von Petřkovice 2891 Personen. Am 24. April 1976 wurde Petřkovice nach Ostrava eingemeindet. 1982 erfolgte die Einstellung des Straßenbahnverkehrs zwischen Hlučín und Ostrava.
Nach dem Beschluss zur Stilllegung der Grube „Eduard Urx“ wurde 1987 in der Schlussphase des Grubenbetriebs mit der Einrichtung eines Bergbaumuseums begonnen. 1991 hatte Petřkovice 2659 Einwohner und umfasste 651 Häuser. Seit diesem Jahr bildet Petřkovice einen Stadtbezirk. Mit der Einstellung der Kohlenförderung auf Grube „Eduard Urx“ endete am 2. August 1991 der Steinkohlenbergbau in Petřkovice. Am Barbaratag 1993 wurde die untertägige Ausstellung des Bergbaumuseums eröffnet und die Barbarakapelle geweiht. Da damit auch die Verwahrarbeiten auf der Grube abgeschlossen waren, arbeiteten in Petřkovice keine Bergleute mehr - das Bergarbeiterkrankenhaus verlor damit seine ursprüngliche Funktion. Das Krankenhaus mit 120 Betten und 62 Beschäftigten wurde noch bis 1996 als öffentliches Krankenhaus weitergeführt. Im Jahre 2008 erfolgte der Abbruch aller Gebäude des Krankenhauses, auf dem Gelände entstand eine Wohnanlage. Beim Zensus von 2011 bestand Petřkovice aus 768 Wohnhäusern und hatte 2916 Einwohner, davon 2814 in Petřkovice und 102 in Landek.

## Ortsgliederung
Der Stadtbezirk Petřkovice ist mit dem gleichnamigen Stadtteil identisch. Grundsiedlungseinheiten sind Landek und Petřkovice.
Petřkovice bildet den Katastralbezirk Petřkovice u Ostravy.

## Sehenswürdigkeiten
- Ehemaliges Wohlfahrtshaus, in dem zwischen 1906 und 1907 errichteten neogotischen Bau waren ursprünglich das Gemeindeamt, ein Volksbad, eine Handwerkswerkstatt für Knaben, eine Weiterführende Gewerbeschule, ein Kindergarten, eine Küche für den Hauswirtschaftsunterricht der Haushaltungsschule und ein Jugendheim untergebracht. Es dient heute als zweistufige Grundschule.
- Kapelle Mariä Himmelfahrt, errichtet 1886
- Oderbrücke der Staatsstraße I/56, die zwischen 1927 und 1929 errichtete Stahlfachwerkkonstruktion ist seit 2011 als Kulturdenkmal geschützt.[11]
- Anlagen der ehemaligen Grube Oskar, seit 1995 Kulturdenkmal[12]
- Hügel Landek mit Bergbaumuseum Landek Park
  - Anlagen der ehemaligen Grube Anselm, seit 1995 Kulturdenkmal[13]
  - Barbarakapelle, der von František Jureček in den 1880er Jahren errichtete Jugendstilbau aus Backsteinen stand bis 1991 im Zentrum von Ostrava. Der Klub der Freunde des Bergbaumuseums setzte die abbruchgefährdete Kapelle an den Landek um und erweiterte die Innenausstattung um die hölzerne St. Barbarafigur der Grube Anselm. Sie wurde am Barbaratag 1993 geweiht.

## Söhne und Töchter des Ortes
- Adolfína Tačová (* 1939), Turnerin
- Hana Zagorová (1946–2022), Sängerin, Schauspielerin und Moderatorin
- Petr Vitásek (* 1981), Ruderer